# 539年
| 千纪： | 1千纪                                                                                            |
| 世纪： | 5世纪 \| 6世纪 \| 7世纪                                                                          |
| 年代： | 500年代 \| 510年代 \| 520年代 \| 530年代 \| 540年代 \| 550年代 \| 560年代                        |
| 年份： | 534年 \| 535年 \| 536年 \| 537年 \| 538年 \| 539年 \| 540年 \| 541年 \| 542年 \| 543年 \| 544年  |
| 纪年： | 己未年（羊年）；南朝梁大同五年；高昌章和九年；东魏元象二年，兴和元年；西魏大统五年；新罗建元四年 |

## 大事记
- 日本
  - 12月5日－钦明天皇，日本第二十九位天皇上位。